# الانتخابات الرئاسية الروسية 2024
جرت الانتخابات الرئاسية في روسيا في الفترة من 15 إلى 17 مارس 2024.  وهذه هي الانتخابات الرئاسية الثامنة في البلاد. وكان مقررًا أنه إذا لم يحصل أي مرشح على أكثر من نصف الأصوات، فتُجرى جولة ثانية بعد ثلاثة أسابيع أي في 7 أبريل 2024. ثم يُنصَّب الفائز في 7 مايو 2024.
وقد فاز فيها الرئيس الحالي فلاديمير بوتين بنسبة 88% من الأصوات، وهي أعلى نسبة في الانتخابات الرئاسية في روسيا ما بعد الاتحاد السوفيتي، وبالتالي فقد حصل على فترة ولاية رئاسية خامسة.
في نوفمبر 2023، أصبح العضو السابق في مجلس الدوما بوريس ناديجدين أول شخص مدعوم من حزب سياسي مسجل يُعلن ترشحه للانتخابات الرئاسية، على أساس برنامج مناهض للحرب. وتلاه الرئيس الحالي فلاديمير بوتين بصفته مرشحًا مستقلًا في ديسمبر 2023، وكان بوتين مؤهلًا لإعادة انتخابه نتيجة للتعديلات الدستورية لعام 2020. وفي وقت لاحق من الشهر نفسه، أعلن ليونيد سلوتسكي من الحزب الديمقراطي الليبرالي، ونيكولاي خاريتونوف من الحزب الشيوعي، وفلاديسلاف دافانكوف من حزب الشعب الجديد عن ترشيحاتهم.
كما أعلن مرشحون آخرون ترشحهم لكن جرى منعهم لأسباب مختلفة. على الرغم من اجتياز المراحل الأولى من العملية، في 8 فبراير 2024، مُنع ناديجدين من الترشح. وقد أُعلن القرار في جلسة خاصة للجنة الانتخابات المركزية، حيث أشارت إلى وجود مخالفات في توقيعات الناخبين المؤيدين لترشيحه. ويُنظر إلى وضع ناديجدين باعتباره المرشح الوحيد الصريح المناهض للحرب ويُدَّعى أن ذلك هو السبب الحقيقي وراء استبعاده من الترشح، على الرغم من وعد فلاديسلاف دافانكوف أيضاً "بالسلام والمفاوضات" مع أوكرانيا. وبالنظر إلى عُمر المرشح دافانكوف الشاب نسبيًا مقارنةً مع بوتين البالغ من العمر 71 عامًا، فقد وُصِف بأنه "الأكثر احتمالاً لأن يصبح المرشح البديل لبوتين".
كما كان الحال في الانتخابات الرئاسية لعام 2018، مُنع أبرز زعماء المعارضة أليكسي نافالني،  من الترشح بسبب إدانته بتهمة جنائية سابقة يُنظر إليها على أنها ذات دوافع سياسية، وقد توفي نافالني في السجن في ظروف غامضة في فبراير 2024، قبل شهر واحد من الانتخابات.
ولا يتوقع معظم المراقبين الدوليين أن تكون الانتخابات حرة أو نزيهة. وبدلاً من ذلك، يتوقعون أن يهيمن بوتين على العملية، حيث يتهمونه بزيادة القمع السياسي منذ شن الحرب واسعة النطاق مع أوكرانيا في عام 2022.

## أهلية الترشح
وفقًا للفقرة 3 من المادة 81 من دستور روسيا، قبل التعديلات الدستورية لعام 2020، لم يكن بإمكان الشخص نفسه أن يشغل منصب رئيس الاتحاد الروسي لأكثر من فترتين متتاليتين، مما سمح لفلاديمير بوتين بأن يصبح رئيسًا في عام 2012 لولاية ثالثة غير متتالية مع ولايته السابقة. وضع التعديل الدستوري حدًا صارمًا لفترتين عمومًا. ومع ذلك، فإن الفترات التي قضاها قبل التعديل الدستوري لا تُحتسب، مما يمنح فلاديمير بوتين الأهلية لفترتين رئاسيتين إضافيتين.
وبحسب النسخة الجديدة من الدستور، يجب على المرشح للرئاسة تحقيق الشروط التالية:
- أن يكون عمره 35 عامًا على الأقل (لم يتغير الشرط)؛
- أن يكون مقيمًا في روسيا لمدة 25 عامًا على الأقل (10 سنوات سابقًا)؛
- ألا يكون لديه جنسية أجنبية أو تصريح إقامة في بلد أجنبي، لا في وقت الانتخابات ولا في أي وقت قبل ذلك (مطلب جديد).

## المرشحون
يظهر الأفراد أدناه في بطاقة الاقتراع.
| الاسم والعمر والحزب السياسي                        | الاسم والعمر والحزب السياسي | الاسم والعمر والحزب السياسي | الخبرة | المنطقة الرئيسية | الحملة              | التفاصيل | تاريخ التسجيل |
| -------------------------------------------------- | --------------------------- | --------------------------- | --- | ---------------- | ------------------- | --- | ------------- |
| فلاديسلاف دافانكوف (40 سنة) حزب "أشخاص جدد"        |                             |                             | نائب رئيس مجلس الدوما (2021 إلى الوقت الحاضر)عضو في مجلس الدوما (2021 إلى الوقت الحاضر)                                          | موسكو            | (الموقع الإلكتروني) | جرى ترشيح دافانكوف من حزبه في ديسمبر 2023 خلال مؤتمر الحزب. كان مدعوما أيضا من حزب النمو، والذي أعلن أنه سيندمج مع حزب "أشخاص جدد". قدم دافانكوف وثائق للمشاركة في الانتخابات في 25 ديسمبر 2023 و1 يناير 2024. | 5 يناير 2024  |
| فلاديمير بوتين (71 سنة) مستقل                      |                             |                             | شاغل الوظيفة رئيس روسيا (2000-2008 و2012 حتى الآن) رئيس وزراء روسيا (1999-2000 و2008-2012) مدير جهاز الأمن الفيدرالي (1998–1999) | موسكو            | (الموقع الإلكتروني) | خلال حفل تكريم الجنود في ديسمبر 2023، أعلن بوتين أنه سيشارك في الانتخابات. وهو مدعوم من حزب روسيا المتحدة وروسيا العادلة، وأحزاب أخرى. قدم بوتين وثائق للمشاركة في الانتخابات في 18 ديسمبر 2023، وقد جرى تسجيلها في 20 ديسمبر. قامت لجنة الانتخابات المركزية بتحليل 60 ألف توقيع من أصل 315 ألف توقيع قدمها بوتين، ووجدت أن 91 فقط (0.15%) كانت غير صالحة، وهو أقل بكثير من عتبة 5%. | 29 يناير 2024 |
| ليونيد سلوتسكي (56 سنة) الحزب الليبرالي الديمقراطي |                             |                             | زعيم الحزب الليبرالي الديمقراطي في روسيا (2022 إلى الوقت الحاضر) عضو مجلس الدوما (1999 إلى الوقت الحاضر)                         | موسكو            | (الموقع الإلكتروني) | رُشِّح سلوتسكي من حزبه في ديسمبر 2023 خلال مؤتمر الحزب. قدم المستندات إلى لجنة الانتخابات المركزية في 25 ديسمبر 2023 و1 يناير 2024. | 5 يناير 2024  |
| نيكولاي خاريتونوف (75 سنة) الحزب الشيوعي           |                             |                             | عضو في مجلس الدوما (1993 إلى الوقت الحاضر)                                                                                       | كراسنودار كراي   |                     | رُشح خاريتونوف من حزبه في ديسمبر 2023 خلال مؤتمر الحزب. وكان قد ترشح سابقا في الانتخابات الرئاسية 2004 وجاء في المرتبة الثانية بنسبة 13.7% من الأصوات. قدم خاريتونوف وثائق للمشاركة في الانتخابات في 27 ديسمبر 2023 و3 يناير 2024. | 9 يناير 2024  |

### المرشحين المرفوضين
قبلت لجنة الانتخابات المركزية وثائق المرشحين التاليين، ثم قاموا فيما بعد بجمع التوقيعات اللازمة من الناخبين لتأييد ترشحهم. وكان الموعد النهائي لتقديم المستندات هو 27 ديسمبر 2023 للمستقلين و1 يناير 2024 للترشيحات الحزبية، حيث أعلنت المفوضية بالفعل رفض بعض المرشحين بناءً على مشاكل في أوراقهم.
ومع اقتراب الموعد النهائي لتقديم المستندات، ذكرت لجنة الانتخابات المركزية أن هناك 33 مرشحًا محتملاً يعتزمون التسجيل للترشيح (24 مرشحًا مستقلاً و9 مرشحين حزبيين). وقد قبلت اللجنة وثائق 15 مرشحا.
وكانت الخطوة التالية هي جمع التوقيعات بحلول 31 يناير 2024. كان على المستقلين جمع 300 ألف توقيع من الجمهور في 40 منطقة على الأقل من مناطق روسيا لدعم مشاركتهم وبالتالي إدراجهم في الاقتراع، في حين أن المرشحين الذين رشحتهم الأحزاب السياسية غير الممثلة في مجلس الدوما أو في ثلث البرلمانات الإقليمية في البلاد على الأقل كان عليهم جمع 100 ألف توقيع.
وكان فلاديمير بوتين أول من حقق ذلك الشرط، حيث جمع أكثر من نصف مليون توقيع بحلول 30 ديسمبر؛ وبحلول 17 يناير كان قد جمع 2.5 مليون توقيع. وتبعه دافانكوف، وخاريتونوف، وسلوتسكي، وناديجدين، ومالينكوفيتش (بدون ترتيب معين). وأما الآخرون فإما فشلوا في تحقيق ذلك أو انسحبوا من العملية الانتخابية.
وقبلت لجنة الانتخابات المركزية توقيعات بوتين، بينما رفضت ناديجدين ومالينكوفيتش على أساس ما وصفته بالمخالفات. ولم يُطلب من دافانكوف وخاريتونوف وسلوتسكي جمع التوقيعات حيث رشحتهم أحزاب سياسية ممثلة في مجلس الدوما. وبذلك صار العدد النهائي للمرشحين هو أربعة.
| اسم المرشح المحتمل، وعمره والحزب السياسي      | اسم المرشح المحتمل، وعمره والحزب السياسي | اسم المرشح المحتمل، وعمره والحزب السياسي | الخبرة | المنطقة الرئيسية | الحملة                       | التفاصيل | التوقيعات التي جرى جمعها |
| --------------------------------------------- | ---------------------------------------- | ---------------------------------------- | --- | ---------------- | ---------------------------- | --- | --- |
| سيرجي مالينكوفيتش (48 سنة) الشيوعيون في روسيا |                                          |                                          | عضو في ألتاي كراي الجمعية التشريعية (2021 إلى الوقت الحاضر) رئيس اللجنة المركزية للشيوعيين في روسيا (2022 إلى الوقت الحاضر)                                                 | التاي كراي       | (الحملة)                     | في 28 ديسمبر 2023، رُشح مالينكوفيتش عن حزبه. وقدم وثائق للتسجيل لدى لجنة الانتخابات المركزية في 1 يناير 2024. وفي 2 فبراير، أبلغت لجنة الانتخابات المركزية مالينكوفيتش أنها وجدت أوجه قصور في التوقيعات التي قدمها. | التوقيعات المُجمعةالتوقيعات المقبولة |
| بوريس ناديجدين (60 سنة) المبادرة المدنية      |                                          |                                          | عضو في دولغوبرودني مجلس المدينة (1990-1997، 2019 إلى الوقت الحاضر) مؤسس ورئيس معهد المشاريع الإقليمية ومؤسسة التشريع (2001 إلى الوقت الحاضر) عضو في مجلس الدوما (1999–2003) | مقاطعة موسكو     | (الحملة • الموقع الإلكتروني) | في 31 أكتوبر 2023، أعلن ناديجدين أنه سيرشح نفسه عن حزب المبادرة المدنية. وفي 26 ديسمبر، قدم وثائق التسجيل إلى لجنة الانتخابات المركزية، التي سجلت في 28 ديسمبر. في 8 فبراير 2024، أعلنت لجنة الانتخابات المركزية أن أكثر من 5% من التوقيعات التي راجعتها كانت غير صالحة وبالتالي لا يمكنها تسجيل ترشيحه. استأنف ناديجدين في وقت لاحق القرار في المحكمة العليا. | التوقيعات المُجمعة التوقيعات المقبولة استئناف المحكمة العليا الحالة 1 - جرى تقديم الحالة الأولية في 16 فبراير 2024 ورفضت في 21 فبراير - جرى تقديم الاستئناف في 26 فبراير، ورفض في 4 مارس. الحالات 2 و3 - الحالات الأولية المقدمة في 12 فبراير 2024، ورفضت في 15 فبراير - جرى تقديم الطعون في 19 فبراير، ورفضت في 26 فبراير |

## مؤتمرات الأحزب والانتخابات التمهيدية
عُقدت مؤتمرات الأحزاب السياسية بعد التعيين الرسمي للانتخابات. حيث يمكن للحزب إما أن يُرشح مرشحه الخاص، أو يدعم مرشحًا لحزب آخر أو مرشح مستقل. عقد اثنا عشر حزبًا مؤتمرات حزبية في ديسمبر 2023 للإعلان عن المرشحين أو تأييدهم.
| الحزب | الحزب                      | تاريخ المؤتمر  | المكان                                         | المرشح                                      | المرجع        |
| ----- | -------------------------- | -------------- | ---------------------------------------------- | ------------------------------------------- | ------------- |
|       | روسيا المتحدة              | 17 ديسمبر 2023 | فدنخ، موسكو                                    | المصادقة على فلاديمير بوتين                 | [ 61 ]        |
|       | الحزب الليبرالي الديمقراطي | 19 ديسمبر 2023 | كروكس إكسبو، كراسنوغورسك، موسكو أوبلاست        | ليونيد سلوتسكي                              | [ 48 ]        |
|       | المبادرة المدنية           | 23 ديسمبر 2023 | موسكو                                          | بوريس ناديجدين                              | [ 62 ]        |
|       | الحزب الشيوعي              | 23 ديسمبر 2023 | مجمع سنيجيري الصحي، روزديستفينو، موسكو أوبلاست | نيكولاي خاريتونوف                           | [ 63 ]        |
|       | روسيا فقط - من أجل الحقيقة | 23 ديسمبر 2023 | هوليداي إن سوكولنيكي، موسكو                    | المصادقة على فلاديمير بوتين                 | [ 64 ]        |
|       | حزب الحماية الاجتماعية     | 23 ديسمبر 2023 | موسكو                                          | فلاديمير ميخائيلوف                          | [ 65 ]        |
|       | الاتحاد الروسي لعموم الشعب | 23 ديسمبر 2023 | موسكو                                          | سيرجي بابورين (رفض ؛ أيد فلاديمير بوتين)    | [ 66 ] [ 67 ] |
|       | حزب النمو                  | 24 ديسمبر 2023 | جامعة موسكو الحكومية، موسكو                    | فلاديسلاف دافانكوف                          | [ 68 ]        |
|       | أشخاص جدد                  | 24 ديسمبر 2023 | جامعة موسكو الحكومية، موسكو                    | فلاديسلاف دافانكوف                          | [ 69 ]        |
|       | حزب الحرية والعدالة الروسي | 24 ديسمبر 2023 | موسكو                                          | أندري بوجدانوف                              | [ 70 ]        |
|       | الحزب الديمقراطي الروسي    | 25 ديسمبر 2023 | موسكو                                          | إيرينا سفيريدوفا (رفض ؛ أيد فلاديمير بوتين) | [ 71 ]        |
|       | الشيوعيون في روسيا         | 28 ديسمبر 2023 | موسكو                                          | سيرجي مالينكوفيتش                           | [ 72 ]        |

### الأحزاب الأخرى
في مؤتمر يابلوكو، الذي انعقد في 9 ديسمبر 2023، بشكل غير تقليدي إلى حد ما، قرر الحزب أن غريغوري يافلينسكي سيترشح للرئاسة إذا حصل على 10 ملايين توقيع من الناخبين،  وهو أعلى من إجمالي عدد الأصوات التي حصل عليها يافلينسكي خلال ترشحه الأسبق للرئاسة (5.55 مليون). صرح يابلوكو لاحقًا أنه لن يُرشح أي مرشح. علاوة على ذلك، تمكن يافلينسكي من جمع حوالي مليون توقيع فقط.
ذكرت الجبهة اليسارية أنها ستجري انتخابات تمهيدية بين 22 مرشحًا، لكنها أعلنت لاحقًا أنها لن تجري الانتخابات التمهيدية بسبب التهديدات التي تلقتها من الشرطة. وبدلاً من ذلك، دعا الحزب "رفاقهم في الحزب الشيوعي" إلى التصويت لصالح ترشيح أحد الأشخاص التاليين في مؤتمر الحزب: بافيل جرودينين، نيكولاي بوندارينكو، فالنتين كونوفالوف، أندري كليتشكوف، سيرجي ليفتشينكو، نينا أوستانينا، إيجور جيركين.

## إعداد الرأي العام
وفقًا لتحقيق نشره عدد من المجلات بما في ذلك VSquare وDelfi وExpressen وPaper Trail Media في فبراير 2024، فقد أمر بوتين بإصدار المرسوم رقم 2016 بعنوان "بشأن نواب الرؤساء المسؤولين عن العمل الاجتماعي والسياسي للوكالات الحكومية الفيدرالية"، في 17 فبراير 2023. وذكر المرسوم أن هدفه هو التنسيق بين وزارة التعليم والعلوم ووكالات الدولة الأخرى "لزيادة عدد الناخبين ودعم المرشحين الرئيسيين" في الانتخابات الرئاسية لعام 2024 والانتخابات الأخرى. وسلطت وثائق صادرة عن منظمة حكومية "غير ربحية" تُدعى ANO Integration، الضوء على الإشارة إلى زيادة عدد الناخبين ودعم المرشحين الرئيسيين.
قدمت وثائق ANO خطة لإنشاء قوائم بجميع الموظفين وقوائم فرعية لقادة الرأي في المؤسسات الواقعة ضمن مسؤولية الوزارة، ومراقبة المواقف السياسية وتفضيلات التصويت و"زيادة مستوى وعي [الموظف] الاجتماعي والسياسي". وذكرت الوثائق خططًا لإعداد تعليمات سرية لمناسبات اجتماعية يجتمع فيها نخبة من قادة الرأي و"الخبراء" مع الطلاب والمعلمين استعدادا للانتخابات. وصف Martin Kragh من مركز دراسات أوروبا الشرقية في ستوكهولم تلك الوثائق بقوله: "تظهر كل هذه الوثائق مدى قلة اعتقاد الكرملين بأن الناس قد يدعمون الحزب الحاكم بشكل عفوي". وصف مارك جالوتي، المؤرخ والمحاضر والكاتب البريطاني، العملية بأنها "تزوير مسبق" للانتخابات من أجل تقليل مقدار التلاعب المطلوب في أعداد الأصوات التي يجري الإدلاء بها لبوتين في الانتخابات. وقال: "إن الكرملين لا يمكنه حتى أن يثق بما يقوله لهم رؤساء البلديات والمحافظون عن الوضع [السياسي] في منطقتهم".
وقد رفض نيكولاي خاريتونوف الإجابة عن سبب اعتقاده أنه سيكون مرشحًا أفضل من بوتين عندما سأله أحد صحفيي بي بي سي عن حملته الانتخابية، قبل أن يشرع في الثناء على بوتين "لمحاولة حل الكثير من مشاكل التسعينيات" وترسيخ دعائم البلاد من أجل "النصر في جميع المجالات". وبعد وقت قصير من تقديم ترشحه في ديسمبر 2023، قال ليونيد سلوتسكي إنه لم "يحلم بهزيمة بوتين" وتوقع أن يحقق بوتين "انتصارًا كبيرًا".

## الإجراءات
افتُتِح التصويت المبكر في 26 فبراير واستمر حتى 14 مارس للسماح لبعض السكان في المناطق النائية في 37 منطقة من روسيا وكذلك في مناطق أوكرانيا التي ضمتها روسيا بعد غزوها عام 2022 بالتصويت. وقد جرى إنشاء حملة تسمى InformUIK في المناطق الأكرانية التي ضمتها روسيا لتشجيع المشاركة في الانتخابات، حيث انتقل ممثلوا الحملة من منزل إلى منزل برفقة رجال مسلحين لتجميع قوائم الناخبين وجمع بطاقات الاقتراع من المساكن. وصف أحد سكان مقاطعة خيرسون الانتخابات في منطقته بأنها "عرض كوميدي"، مشيراً إلى أن المنازل كان يزورها "اثنين من السكان المحليين -أحدهما يحمل قائمة الناخبين والآخر صندوق اقتراع- ورجل عسكري يحمل مدفع رشاش". كما ظهرت تقارير عن قيام السلطات التي نصبتها روسيا بإجبار الناس على التصويت من خلال حجب المزايا الاجتماعية والرعاية الصحية، بينما قال نشطاء حقوق الإنسان إن ما لا يقل عن 274 أوكرانيًا اعتقلوا لرفضهم التصويت في مقاطعتي خيرسون وزاباروجيا.
وقد صدرت أوامر صارمة لموظفي الخدمة المدنية والموظفين في الشركات التي تديرها الدولة والطلاب بالتصويت. وأعطتهم مقاطع الفيديو التي تدعو الروس إلى التصويت صورة لما ينتظر البلاد إذا لم يشاركوا. وفي أساليب حذَّر المحللون من أنها تُستخدم لتضخيم نسبة الإقبال وتسهيل التلاعب، جرى حث الروس في 29 منطقة على التصويت إلكترونيا، في حين ستمتد الانتخابات على مدى ثلاثة أيام. وفي العديد من المناطق، يكون التصويت بمثابة يانصيب، حيث تتراوح الجوائز بين قسائم للنقل العام وقسائم المقاهي ومكبرات الصوت الذكية والسيارات وحتى الشقق. وفي أومسك، أصدر المسؤولون 50 ألف تذكرة مجانية في مراكز الاقتراع للناخبين لأول مرة الذين تتراوح أعمارهم بين 18 و24 عامًا لركوب عجلة فيريس في متنزه ترفيهي. وفي كراي ألطاي، كان من المقرر منح الناخبين فرصة للفوز بالسلع والأجهزة المحظورة بالعقوبات على روسيا مثل آيفون وذلك من خلال سحب، بشرط أن يقوموا بتحميل الصور على موقع فكونتاكتي تُظهرهم في مراكز الاقتراع. وفي سترجفوي، مقاطعة تومسك، وعد رئيس البلدية الناخبين بلفائف الخبز والعصيدة مجانًا. أما في مقاطعة سفردلوفسك، فقد أعدت السلطات اختبارًا في يوم الانتخابات حول تاريخ المنطقة وعرضت 2000 هاتف ذكي و45 شقة و20 دراجة نارية و100 سيارة موسكفيتش كجوائز، لكنها قالت إن الإجابات الصحيحة لن تضمن الفوز. في تتارستان، أعلن المسؤولون عن إقامة مهرجان موسيقي في قازان في 17 مارس، وسيكون مفتوحًا للزوار عند تقديم سوار يحصلون عليه في مراكز الاقتراع والذي يضمن أيضًا الاستخدام المجاني وغير المحدود لوسائل النقل العام، إلى جانب فرصة الفوز في سحب على ثلاث سيارات لادا فيستا.
كما ظهرت تقارير عن ضغوط تمارسها السلطات على الطلاب والشباب للتصويت. وصدرت أوامر للطلاب في كلية البناء في بيرم كراي بالتصويت داخل الحرم الجامعي، وتعهدت إدارة المدرسة بمراقبة الإقبال باستخدام كاميرات المراقبة بالفيديو. في جامعة تولا الحكومية التربوية، طُلب من الطلاب تقديم صورة لبطاقة اقتراعهم لإثبات أنهم صوتوا. وكان رئيسها قد أيد بوتين علناً. وفي جامعة فورونيج الحكومية التربوية، قال الطلاب إنهم مطالبون بإبلاغ السلطات عمن سيصوتون له.
عشية الجولة الأولى من التصويت العادي في 14 مارس، دعا بوتين المواطنين إلى التصويت من أجل إظهار وحدتهم خلف قيادته، قائلاً في رسالة بالفيديو "لقد أظهرنا بالفعل أنه يمكننا أن نكون معًا، للدفاع عن الحرية، وسيادة وأمن روسيا"، وحثهم على "عدم الانحراف عن هذا الطريق".
في أيام الانتخابات العادية، افتتحت صناديق الاقتراع في الساعة 08:00 بالتوقيت المحلي في كراي كامشاتكا في 15 مارس، ومن المتوقع أن تغلق في الساعة 20:00 بالتوقيت المحلي في مقاطعة كالينينغراد في 17 مارس. ومُنعت هيئات المراقبة المستقلة من مراقبة سير الانتخابات، حيث سُمح فقط للمرشحين المسجلين والهيئات الاستشارية المدعومة من الدولة بإرسال مراقبين إلى مراكز الاقتراع. وصفت هيئة جولوس Golos (وهي مراقب مستقل للانتخابات) هذه الانتخابات بأنها "الأكثر عبثية" منذ انتخابات عام 2000، مشيرةً إلى أن الحملات الانتخابية كانت "غير ملحوظة عمليًا" وأن السلطات "تفعل كل شيء" لمنع الناس من ملاحظة إجراء الانتخابات بينما توفر وسائل الإعلام الحكومية وقت أقل للبث عن الانتخابات مقارنة بعام 2018. كما وصفت حملة بوتين بأنها متنكرة في أنشطته كرئيس، في حين أن خصومه المسجلين كانوا "سلبيين بشكل واضح".
وفي 15 مارس، نشر الكرملين صوراً لبوتين وهو يدلي بصوته عبر الإنترنت باستخدام جهاز كمبيوتر في مكتبه.

## النتائج
| المرشح                          | المرشح                          | الحزب                             | الأصوات     | %      |
| ------------------------------- | ------------------------------- | --------------------------------- | ----------- | ------ |
|                                 | فلاديمير بوتين                  | مستقل                             | 76٬277٬708  | 88.48  |
|                                 | نيكولاي خاريتونوف               | الحزب الشيوعي لروسيا الاتحادية    | 3٬768٬470   | 4.37   |
|                                 | فلاديسلاف دافانكوف              | أشخاص جدد                         | 3٬362٬484   | 3.90   |
|                                 | ليونيد سلوتسكي (سياسي)          | الحزب الليبرالي الديمقراطي الروسي | 2٬795٬629   | 3.24   |
| المجموع                         | المجموع                         | المجموع                           | 86٬204٬291  | 100.00 |
|                                 |                                 |                                   |             |        |
| الأصوات الصحيحة                 | الأصوات الصحيحة                 | الأصوات الصحيحة                   | 86٬204٬291  | 98.43  |
| الأصوات الباطلة والفارغة        | الأصوات الباطلة والفارغة        | الأصوات الباطلة والفارغة          | 1٬371٬784   | 1.57   |
| مجموع الأصوات                   | مجموع الأصوات                   | مجموع الأصوات                     | 87٬576٬075  | 100.00 |
| الناخبين المسجلين ومعدل الإقبال | الناخبين المسجلين ومعدل الإقبال | الناخبين المسجلين ومعدل الإقبال   | 113٬011٬059 | 77.49  |
| المصدر: Rapsi News, Bezformata  |                                 |                                   |             |        |

النتائج وفق المقاطعات

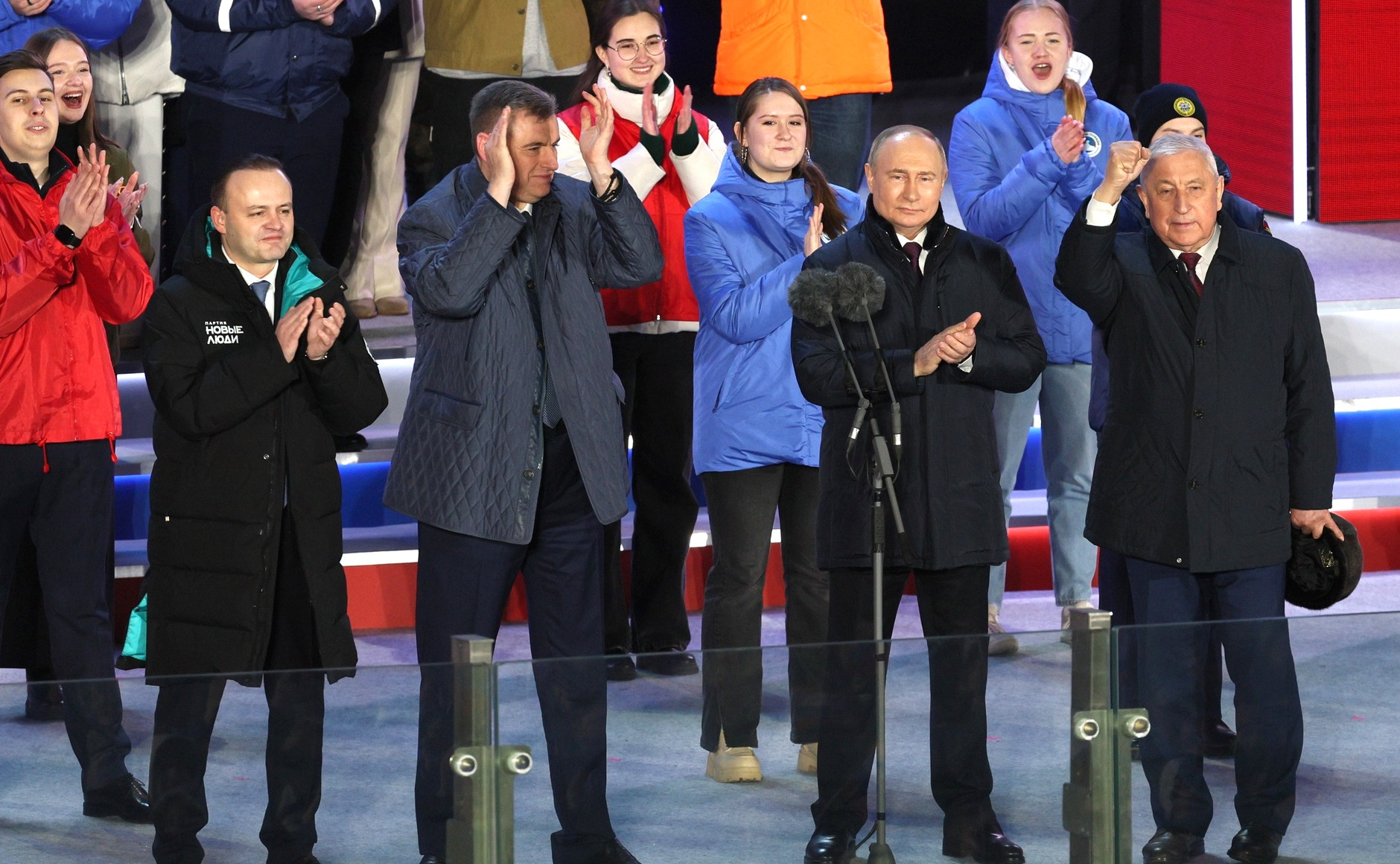
2024 المرشحين الرئاسيين: فلاديسلاف دافانكوف، ليونيد سلوتسكي، فلاديمير بوتين، نيكولاي خاريتونوف (من اليسار إلى اليمين) في الميدان الأحمر بعد نهاية الانتخابات في 18 مارس 2024.

في 21 مارس، أعلنت لجنة الانتخابات المركزية رسميًا أن فلاديمير بوتين قد فاز في الانتخابات، حيث حصل على 87.28% من جميع الأصوات المُدلى بها (بما في ذلك الأصوات الباطلة)، يليه نيكولاي خاريتونوف بنسبة 4.31% من الأصوات، وفلاديسلاف دافانكوف بنسبة 3.85%، وليونيد سلوتسكي بنسبة 3.20%.

## ردود الفعل

### محليًا
في 6 أغسطس 2023، قال المتحدث باسم الكرملين دميتري بيسكوف لصحيفة نيويورك تايمز إن "انتخاباتنا الرئاسية ليست ديمقراطية حقًا، إنها بيروقراطية مكلفة. سيُعاد انتخاب السيد بوتين العام المقبل بأكثر من 90% من الأصوات". وأوضح لاحقًا أن هذا كان رأيه الشخصي. وفي مقابلة مع وكالة أنباء "آر بي كيه "، قال بيسكوف إن روسيا لا تحتاج "نظريا" إلى إجراء انتخابات رئاسية لأنه "من الواضح أن بوتين سيُعاد انتخابه".
في 6 نوفمبر 2023، أعلنت الصحفية إيكاترينا دونتسوفا عزمها الترشح للرئاسة في انتخابات 2024؛ قالت إنها ستترشح كمرشحة مستقلة على برنامج مناهض للحرب. وفي الشهر التالي، رفضت لجنة الانتخابات المركزية وثائق ترشيحها.
في نوفمبر 2023، أعلن قائد الميليشيا القومية السابق إيغور جيركين عن نيته الترشح في انتخابات 2024، واصفًا الانتخابات في روسيا بأنها "زائفة" حيث "يُعرف الفائز الوحيد [في إشارة إلى بوتين] مسبقًا".
في يناير 2024، نقلاً عن مصادر مجهولة في الكرملين، ذكرت وكالة الأنباء المستقلة فيورستكا أن لجنة الانتخابات المركزية، بناءً على طلب الكرملين، من المرجح أن ترفض تسجيل بوريس ناديجدين بسبب انتقاداته لبوتين ومواقفه المناهضة للحرب. في أواخر يناير 2024، قال مصدر في إدارة بوتين لمنفذ الأخبار "ميدوزا" ومقره لاتفيا : "هناك جزء من الناخبين يريد إنهاء الحرب. إذا قرر [خصم بوتين في الانتخابات] تلبية هذا الطلب، فسوف "يحصل على نسبة مئوية جيدة. و[إدارة بوتين] لا تحتاج إلى ذلك". كثفت وسائل الإعلام الحكومية الروسية حملة التشهير ضد ناديجدين في الأسابيع التي سبقت الانتخابات. في 30 يناير 2024، حيث حذر المقدم التلفزيوني في الكرملين فلاديمير سولوفيوف ناديجدين بقوله: "أشعر بالسوء تجاه بوريس. لم يدرك الأحمق أنه لم يجري إعداده للترشح للرئاسة ولكن لقضية جنائية بتهمة خيانة الوطن الأم. "

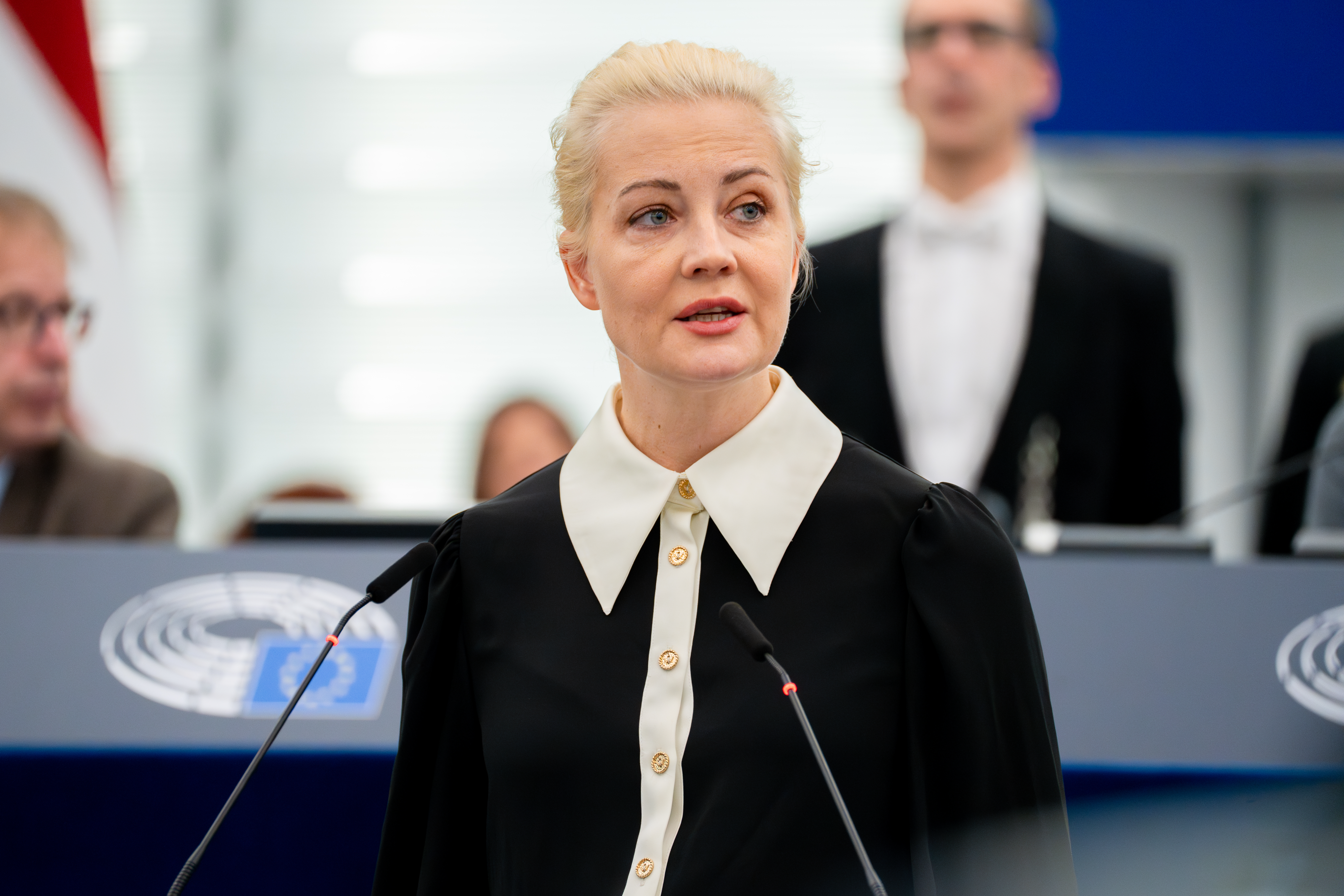
بعد وفاة زعيم المعارضة الرئيسي في روسيا أليكسي نافالني بطريقة غامضة في فبراير 2024 قبل الانتخابات مباشرة، تعهدت أرملته يوليا نافالنايا بمواصلة عمله، وطلبت من الروس "الوقوف بجانبي" والتحدث في البرلمان الأوروبي.

وبعد قرار لجنة الانتخابات المركزية بمنعه من الترشح، كتب ناديجدين في قناته على التلغرام: "أنا لا أتفق مع قرار لجنة الانتخابات المركزية.. المشاركة في الانتخابات الرئاسية عام 2024 هي أهم قرار سياسي في حياتي. أنا لا أؤيد التراجع عن نواياي ".
في 1 فبراير 2024، دعا ناقد الكرملين المسجون أليكسي نافالني وحلفاؤه أنصاره إلى الاحتجاج على بوتين وغزو أوكرانيا خلال اليوم الثالث من الانتخابات الرئاسية من خلال التصويت ضد بوتين في نفس الوقت. وبعد وفاة نافالني، كانت هناك دعوات من أندريوس كوبيليوس، وميخائيل خودوركوفسكي، ويوليا نافالنايا إلى الاتحاد الأوروبي لاعتبار الانتخابات الروسية غير شرعية. ودعت نافالنايا الروس الذين ينتقدون بوتين إلى الانضمام إلى مبادرة "ظُهر ضد بوتين" لتشكيل طوابير طويلة في مراكز الاقتراع ظُهر يوم 17 مارس قبل الشروع في التصويت لأي شخص آخر غير بوتين، أو إفساد أصواتهم أو الإدلاء باسم نافالني.
رداً على الاحتجاجات المخطط لها، هددت السلطات في موسكو بمقاضاة المشاركين المحتملين في تلك الاحتجاجات.

### دوليًا
في مقابلة مع قناة TV3 في 4 مارس 2024، أشارت وزيرة العدل اللاتفية إينيس ليبيانا إيجنيري إلى أن الروس في البلاد الذين سيشاركون في الانتخابات التي ستجرى في السفارة الروسية في ريغا قد يواجهون مسؤولية جنائية لتبرير غزو أوكرانيا، وفق قانون لاتفيا. وفي 14 مارس، بدا أن ليبيانا قد عكست موقفها، قائلة إن المشاركة في الانتخابات "لا تعني دعم بوتين" و"لا يعاقب عليها بأي شكل من الأشكال"؛ وأضافت أن لاتفيا "لا تريد إثارة خلاف دولي وتعتزم التصرف كدولة ديمقراطية". في 11 مارس، أعلن أرماندس روكس، رئيس شرطة لاتفيا، أن الناخبين في السفارة سيخضعون لفحص الشرطة قبل الدخول.
جرى استدعاء السفير الروسي لدى مولدوفا Oleg Vasnetsov [خطأ: تحقق من وسيط ورمز اللغة] إلى وزارة خارجية مولدوفا في 12 مارس بعد قرار روسيا فتح ستة مراكز اقتراع في ترانسنيستريا المحتلة لإجراء الانتخابات الرئاسية الروسية، والتي وصفها وزير خارجية مولدوفا ميهاي بوبوي بأنها "غير مقبولة". وكانت الحكومة المولدوفية قد وافقت في السابق على فتح مركز اقتراع واحد فقط في السفارة الروسية في كيشيناو وفقًا للقانون الدولي كما زعمت.
وأدانت الولايات المتحدة التصويت في المناطق التي تحتلها روسيا في أوكرانيا وقالت إنها "لن تعترف أبدا بشرعية أو نتائج هذه الانتخابات الصورية التي أجريت في أوكرانيا ذات السيادة". ودعت وزارة الخارجية الأوكرانية وسائل الإعلام الدولية والشخصيات العامة إلى "الامتناع عن الإشارة إلى هذه المهزلة على أنها "انتخابات" بلغة الدول الديمقراطية". في 15 مارس، أصدر سفير أوكرانيا لدى الأمم المتحدة، سيرجي كيسليتسيا، بيانًا مشتركًا نيابة عن أوكرانيا والاتحاد الأوروبي و56 دولة أخرى بما في ذلك الولايات المتحدة، أدان فيه إجراء الانتخابات في الأجزاء المحتلة من أوكرانيا.
في اليوم الأول من التصويت العادي في 15 مارس، هنأ رئيس المجلس الأوروبي شارل ميشيل بوتين بسخرية على فوزه "بانتصار ساحق" في الانتخابات التي بدأت في ذلك اليوم، مضيفًا أنه "لم تكن هناك معارضة. لا حرية. لا خيار". "
أدان مجلس الأمن الدولي إجراء الانتخابات في الأراضي المحتلة في أوكرانيا، وقالت نائبة الأمين العام للأمم المتحدة روزماري ديكارلو إن "إجراء انتخابات في أراضي دولة أخرى عضو في الأمم المتحدة دون موافقتها يعد انتهاكا واضحا لمبادئ السيادة والسلامة الإقليمية" وتُعد "باطلة" بموجب القانون الدولي.

## الحوادث
شُنت هجمات ضد المؤسسات الانتخابية الروسية في المناطق المحتلة من أوكرانيا. ففي اليوم الأول من التصويت المبكر في 27 فبراير 2024، جرى تفجير قنبلتين في المكاتب المحلية لحزب روسيا المتحدة وبالقرب من مركز اقتراع في نوفا كاخوفكا، بمقاطعة خيرسون. وفي 6 مارس، قُتل مسؤول محلي في لجنة الانتخابات المركزية الروسية في بيرديانسك، بمقاطعة زاباروزجيا، في انفجار سيارة مفخخة، وفقًا لمسؤولين أوكرانيين. وعندما سُئل حاكم المنطقة الأوكراني المُعين، إيفان فيدوروف عن القتل، أرجع الهجوم إلى " مقاومتنا our resistance"، مضيفًا أنهم مرتبطون بأجهزة المخابرات الأوكرانية وأنه "من غير الطبيعي أن يتعاون مواطنونا مع الروس". وفي 15 مارس، جرى تفجير عبوة ناسفة داخل صندوق قمامة أمام مركز اقتراع في سكادوفسك، بمقاطعة خيرسون.
أثناء توغل روسيا 2024 Western Russia incursionفي 12 مارس، نشرت كتيبة سيبير، وهي جماعة معارضة روسية مسلحة مقرها في أوكرانيا، مقطع فيديو يدين الانتخابات، قائلًا إن "بطاقات الاقتراع ومراكز الاقتراع في هذه الحالة هي خيال". واعترف أحد أعضاء "فيلق حرية روسيا"، الذي شارك أيضًا في الهجمات، بأنها "كانت متزامنة مع ما يسمى بالانتخابات" وأشار إليها على أنها "طريقة التصويت". كما وصف بوتين التوغل بأنه محاولة "لتعطيل" الانتخابات و"التدخل في العملية الطبيعية للتعبير عن إرادة المواطنين".
أثناء الاقتراع المنتظم، أُبلغ عن العديد من الحوادث المتعلقة بالانتخابات في جميع أنحاء البلاد، مما أدى إلى اعتقال ما لا يقل عن 13 شخصًا، سبعة منهم بتهمة سكب مواد سائلة على صناديق الاقتراع وأربعة لارتكاب أعمال حرق متعمد في مراكز الاقتراع،  وفي واحدة منها تورطت امرأة في سانت بطرسبرغ حيث أُلقي القبض عليها لإلقاء زجاجة مولوتوف على مدرسة تستضيف مركزي اقتراع بعد أن زُعم أنها تلقت وعودًا بحافز مالي من قبل "قناة Telegram الأوكرانية". كما أُحرقت حجرة تصويت في موسكو.

## ملحوظات
1. ↑   بدأ التصويت المبكر في 26 فبراير في عدة أماكن في الشرق الأقصى الروسي وفي الأراضي الأوكرانية المحتلة من قبل روسيا.[4]
2. ↑  The case deals with CEC's refusal to register Nadezhdin as a candidate for the election and seeks his direct reinstating.
3. ↑  The two cases are concerned on CEC's apparent procedural faults while checking the selected signatures. If both cases are upholded, Nadezhdin will have enough valid signatures to be reinstated as a candidate.
4. ↑  مدعومًا من الأحزاب التالية: جبهة كل الروس، روسيا الموحدة، روسيا العادلة، رودينا، Russian Party of Pensioners for Social Justice، Party of Business، حزب اتحاد عموم الروس  [لغات أخرى]‏ وDemocratic Party of Russia